# Wohn- und Wirtschaftsgebäude Dorfstraße West 27
Das Wohn- und Wirtschaftsgebäude Dorfstraße West 27 in der niedersächsischen Gemeinde Geestland, Ortsteil Köhlen, im Landkreis Cuxhaven, stammt vom Anfang des 20. Jahrhunderts.
Aktuell (2024) wird es als Wohnhaus und gewerblich genutzt.
Das Gebäude steht unter Denkmalschutz (siehe auch Liste der Baudenkmale in Geestland).

## Geschichte
Das eingeschossige giebelständige Gebäude in Backstein, mit Satteldach auf Drempel, dem Giebel mit vier Lisenen, zwei geschossteilenden Ziegelstein-Gesimsen, dem Ortgang mit Tropfenfries, den segmentbogigen Fenstern mit ziegelbetonten Stürzen, dem Freigespärre im oberen Dreieck und der Grooten Door mit Korbbogen sowie den reich ziegeldekorierten Seitenwänden, wurde 1914 (Inschrift) gebaut.
Auf der Hofanlage stehen weitere nicht denkmalgeschützte Gebäude.
Das Landesdenkmalamt befand u. a.: „… regions- und zeittypisches Bauwerk …“
Hinweis: Links daneben steht ein ähnliches, nicht denkmalgeschütztes Gebäude.